# Роже Бернар II де Фуа
Роже Бернар II Великий де Фуа (фр. Roger Bernard le Grand II de Foix; ум. май 1241) — граф де Фуа с 1223, виконт де Кастельбон и де Сердань (по праву жены) 1226 — ок. 1230 (в 1230—1240 — администратор виконтств при сыне), сын Раймунда Роже, графа де Фуа, и Филиппы.

## Биография
Впервые он появляется в источниках в январе 1203 года, когда отец, Раймунд Роже, женил его на Эрмезинде, дочери своего союзника Арно I, виконта де Кастельбон и де Сердань. Поскольку Эрмезинда была наследницей своего отца, то этот брак позволил в будущем графам Фуа распространить на юг, в Каталонию, в первую очередь на долину Андорры, на которую претендовали также епископы Урхеля, которые с X века считались сеньорами долины, но это право у них постоянно оспаривали местные феодалы. Этот брак сразу же послужил причиной военного конфликта. Увидев в этом браке угрозу своим интересам, епископ Урхеля Бернат де Виламур и граф Урхеля Эрменгол VIII объединились и напали на Раймунда Роже и Арно, захватив в феврале 1203 года их в плен, в котором они пробыли до сентября. Освободили их только благодаря вмешательству короля Арагона Педро II, который был заинтересован в союзе с графом Фуа для завоевания Окситании.
Во время Альбигойских войн Роже Бернар помогал отцу в борьбе против Монфоров. В 1217 году он 6 недель оборонял замок Монгренье от атак армии Симона де Монфора. В 1218 году он отличился при обороне Тулузы, захваченной 13 сентября 1217 года армией Раймунда VI Тулузского, от армии Симона, погибшего под стенами города 25 июня. В 1220 году Роже Бернар помог отцу в захвате Лавора и Пюилорана, а также принимал деятельное участие в отвоевывании потерянных во время Альбигойского крестового похода отцовских владений. До своей смерти Раймунд Роже не успел вернуть только Мирпуа, умерев 27 марта 1223 года во время его осады. Став графом, Роже Бернар сумел закончить начатую отцом осаду.
В 1224 году Роже Бернар вместе с Раймундом VII, ставшим после смерти Раймунда VII графом Тулузы, осадили Каркассон, который удерживал Амори де Монфор, унаследовавший после смерти Симона де Монфора его завоевания в Окситании. А 14 сентября был заключён мир между крестоносцами и окситанцами, при этом окситанцы примирились с церковью.
Не имея возможности удержать завоевания отца, Амори уступил королю Франции Людовику VIII виконтства Каркасонн и Безье, в обмен сеньория Монфор стала графством. Это дало повод Людовику вмешаться в окситанские дела, восстановив утерянный королями Франции ещё во времена правления последних Каролингов сюзеренитет над югом Франции.
В 1225 году собор в Бордо отлучил от церкви Раймунда VII Тулузского. А в 1226 году Людовик лично возглавил новый крестовый поход. Не желая подвергать свои владения опасностям новой войны, окситанские феодалы переходили на сторону короля, открывая ему ворота своих городов. Пытался сопротивляться только город Авиньон, осада которого длилась 3 месяца. Роже Бернар отправился в Авиньон к Людовику, чтобы попробовать от имени Раймунда VII договориться о мире, но король отказался его принять. Графу Фуа пришлось вместе с графом Тулузы воевать против армии Людовика. Однако до Тулузы Людовик так и не добрался, заболев дизентерией, после чего умер в ноябре 1226 года. Сенешаль Юмбер де Божё, назначенный командующим армией крестоносцев Бланкой Кастильской, вдовой Людовика VIII и регентшей при малолетнем сыне Людовике IX, не решился осадить Тулузу и занялся опустошением окружающей местности. Роже Беранар возглавлял сопротивление крестоносцам, но силы были не равны. Ко всему прочему марте или апреле 1227 года он был отлучён от церкви. В итоге в 1229 году феодалы один за другим сложили оружие. Первым выбыл граф Тулузы Раймунд VII, заключивший с королём договор в городе Мо под Парижем (иногда называемый Парижским договором), купив мир на унизительных условиях. Договор был подписан 12 апреля, по нему Раймунд становился вассалом короля Франции и терял половину своих владений, а также обязался выдать свою единственную дочь замуж за брата короля, который и должен был в итоге унаследовать владения Раймунда.
Дольше других сопротивлялся Роже Бернар, но не имея поддержки в июне 1229 года и он был вынужден просить мира. При этом в отличие от Раймунда VII он сохранил основные владения, потеряв только несколько территорий. Он вернул свою долю пареажа в Памье, Савердюн, а также несколько анклавов в Каркассоне, ставшего по договору в Мо сенешальством. Однако права сеньора Мирпуа были переданы Ги де Леви, одному из крестоносцев. Также с Роже Бернара было снято и отлучение.
Заключив мир, Роже Бернар сосредоточился на укреплении своих позиций в своих каталонских владениях. Ещё в 1226 году Роже Бернар окончательно вступил во владение Кастельбоном в после смерти виконта Арно I. В 1231 году был заключён двойной брак с домом виконтов де Кордона. Также Роже Бернар укрепил ряд городов на дороге в Андорру и Урхель, а также попытался закрепиться в долине Кабоэ, что позже привело в мае 1233 года к конфликту с епископом Урхеля. Позже Роже Бернар сопротивлялся распространению в своих владениях инквизиции, а в апреле 1239 года отказался принять епископа Урхеля, однако в итоге он помирился с церковью.
В 1240 году в Окситании вспыхнул мятеж против французского владычества, который возглавил Раймунд II Тренкавель, виконт Безье, который хотел вернуть потерянный по договору в Мо Каркассон. Однако Роже Бернар не стал поддерживать своего родственника, попытавшись договориться о заключении мира.
Умер Роже Бернар в мае 1243 года. Точная дата смерти неизвестна. Завещание, составленное Роже Бернаром, датировано 20 мая. «Хроника Гильома де Пюилорана» сообщает о его смерти 4 мая, однако это противоречит дате завещания. Наследовал Роже Бернару его единственный сын Роже IV.

## Брак и дети
1-я жена: с 10 января 1203 года Эрмезинда де Кастельбон (ум. после 28 декабря 1229), виконтесса де Кастельбон и де Сердань, дама Андорры, дочь Арно I, виконта де Кастельбон, и Арнальды де Кабоэ. Дети:
- Роже IV (ум. 24 февраля 1265), граф де Фуа, виконт де Кастельбон и де Сердань с 1241
- Эсклармонда; муж: с 17 февраля 1231 года Рамон Фолк IX, виконт де Кардона

2-я жена: с 23 января 1232 года Ирменгарда, дочь Эмери (Манрике) III де Лара, виконта Нарбонны. Дети:
- Сесиль (ум. 1270); муж: с 1256 Альваро де Кабрера (1239—1267), граф Урхеля с 1243